# Fred Musa
Pour les articles homonymes, voir Musa.
Fred Musa, né Frédéric Musa, le 4 juillet 1973 à Aubervilliers, en Seine-Saint-Denis, est un animateur de radio et de télévision français.

## Biographie

### Skyrock
Fred Musa est animateur sur Skyrock depuis mai 1992.
Sous le nom de Frédérico, il débute avec Anthony Planes comme assistant de l'émission Bonsoir la planète avec Malher et la Psy puis de l'émission Toubib et Tabatha avec Tabatha Cash. Il anime la matinale du samedi Skytop et la voyance avec Claude Deplace, chaque dimanche soir jusqu'en 2007. Ensuite il présente SkyClub en semaine puis, dès la saison suivante, la matinale de Skyrock (en semaine). De 1996 à 1999 il s'occupe du créneau 12 h-15 h pour Priorité à votre musique” 
En 1999, Frédérico devient Fred et anime le Hit US et Raï Supreme le dimanche. Il co-animera ensuite Total Kheops avec Def Bond. En 2004 il s'occupe de la grille 9 h-12 h 30 pour les Dédicaces, le Hit Skyrock.

#### Planète Rap
Depuis novembre 1996, Fred Musa anime l'émission Planète Rap sur la station de radio Skyrock de 20h à 21h du lundi au vendredi, une émission qui permet aux artistes de présenter leurs projets en exclusivité. Son implication dans la diffusion du rap français lui vaut de recevoir régulièrement des menaces de la part de l'extrême-droite.
Cette émission a connu des versions télévisées de 2006 à 2008 sur France 4 puis sur France Ô et sur tout le réseau RFO. Elle fait son retour sur Culturebox en 2024.
Fred anime également, tous les vendredis soir de minuit à 2h, La Nocturne, 100 % rap français

### Clash
En 2010, le rappeur Booba lui lance une pique, lui reprochant de ne pas être à sa place sur Skyrock, et affirme qu'Olivier Cachin ou encore Cut Killer seraient meilleurs pour animer Planète Rap. Dans le titre Abracadabra, le rappeur cite « Tu ne connais rien aux sons comme Fred de Sky » et lui dédie même un T-shirt sur sa marque de vêtements Ünkut avec l'animateur représenté en Simpson.

### Vie privée
Il a été en couple avec la journaliste, animatrice et productrice de télévision française Sarah Lelouch avec qui il a eu une fille, Noa Musa-Lelouch (née en 2007), actrice française.

## TV
En 1998, Fred fait ses débuts à la télévision sur M6, en animant Unisexe avec Flavie Flament. Il y rencontre Sarah Lelouch qui est alors journaliste pour l'émission.
En 2005 lors du début de la TNT, Planète Rap est diffusé sur France 4 en soirée en version télévisée.
En septembre 2007, Fred crée son blog consacré aux informations sur le Rap et R'N'b, dans lequel il y a des vidéos, des clips, des sons... Le blog est depuis 2007, une émission de télévision hebdomadaire diffusée sur M6 Music Black.
En novembre 2011, Fred est chroniqueur pour l'émission Touche pas à mon poste ! sur France 4, et du 7 octobre 2011 à décembre 2013, il anime Dance Street avec Audrey Chauveau sur France Ô.
De 2011 à 2013, il coanime plusieurs événements liés aux musiques hip-hop, africaines et caribéennes sur France Ô :
- 11 juin 2011 : La Nuit Africaine, concert de musiques africaines au Stade de France (avec Aline Afanoukoé).
- 4 mars 2012 : La Nuit des cultures urbaines (avec Aline Afanoukoé).
- 18 décembre 2012 : Spécial 30 ans du hip-hop à La Cigale (avec Aline Afanoukoé).
- 1er juillet 2013 : La Soirée Caraïbes à Jazz à Vienne (avec Audrey Chauveau).

En janvier 2024, la version télévisée de Planète Rap fait son retour sur France 4.

### Producteur
En avril 2005, il crée WATCH'US, sa maison de production, avec Sarah Lelouch.
Il a également produit et réalisé deux documentaires sur la rappeuse Diam's, et aussi animé Urban Peace 2 au Stade de France le 4 octobre 2008.

## Filmographie
Sauf indication contraire, les informations mentionnées dans cette section peuvent être confirmées par les bases de données cinématographiques IMDb et Allociné,  présentes dans la section « Liens externes ».

### Web
- 2017 : La Notice : Faire un Planète Rap[8], Le Woop

### Clips
- Banlieusards de Kery James
- J'étais comme eux de Soprano et Demon One
- Je porte plainte de Tunisiano
- Le son préféré de mes potes de Bigflo et Oli

### Acteur
- 2007 : Roman de gare
- 2014 : Qu'Allah bénisse la France
- 2020 - : Validé, Canal+